# Euproctis epaxia
Euproctis epaxia är en fjärilsart som beskrevs av Turner 1906. Euproctis epaxia ingår i släktet Euproctis och familjen tofsspinnare. Inga underarter finns listade i Catalogue of Life.